# Wasilij Łomonosow
Wasilij Gieorgijewicz Łomonosow (ros. Василий Георгиевич Ломоносов, ur. 1896 we wsi Radolicy w guberni petersburskiej, zm. 20 października 1939) – funkcjonariusz radzieckich służb specjalnych, major bezpieczeństwa państwowego.

## Życiorys
W 1911 skończył szkołę w Petersburgu, pracował w fabryce elektromechanicznej w Mikołajowie, od sierpnia 1916 do września 1917 służył w rosyjskiej armii. Od sierpnia 1918 do maja 1921 w Armii Czerwonej, od lipca 1919 członek WKP(b), od sierpnia 1919 do lutego 1920 sekretarz komisariatu wojskowego 471 pułku pogranicznego, brał udział w walkach z Finami i wojnie z Polską, w maju 1921 przewodniczący dywizyjnego komitetu ds. walki z dezercją i komisarz sztabu 4 Dywizji Piechoty, od maja 1921 w organach Czeki, od sierpnia 1921 do stycznia 1922 szef agentury Wydziału Specjalnego Czeki 4 Dywizji Piechoty, od stycznia 1922 do lutego 1923 pomocnik szefa Wydziału Specjalnego Czeki/GPU tej dywizji, od lutego do sierpnia 1923 szef Wydziału Specjalnego GPU 7 Samarskiej Dywizji Kawalerii, od sierpnia 1923 do 1 sierpnia 1924 szef Wydziału Specjalnego OGPU Mińskiej Dywizji Piechoty, od 6 września 1924 do 16 kwietnia 1926 szef Wydziału Specjalnego OGPU 29 Dywizji im. Fińskiego Proletariatu. Od 16 kwietnia 1926 do 8 maja 1930 szef Wydziału Specjalnego OGPU 16 Korpusu Piechoty, równocześnie od 15 czerwca 1926 do 8 maja 1930 szef okręgowego oddziału GPU w Mohylewie, od 8 maja do 1 października 1930 szef Wydziału Specjalnego GPU Białoruskiej SRR, od 8 maja 1930 do 25 lutego 1931 szef Wydziału Specjalnego OGPU 3 Korpusu Konnego, od 1 października 1930 do 25 lutego 1931 pomocnik szefa Wydziału Specjalnego GPU Białoruskiej SRR. Od 25 lutego 1931 do 8 września 1932 szef witebskiego sektora operacyjnego GPU, równocześnie szef Wydziału Specjalnego OGPU 4 Korpusu Piechoty, od 8 września do 10 grudnia 1932 szef czeczeńskiego obwodowego oddziału GPU, od 10 grudnia 1932 do 15 września 1933 szef dońskiego sektora operacyjnego GPU, od 15 września 1933 do 10 lipca 1934 szef stawropolskiego sektora operacyjnego GPU. Od 10 lipca 1934 do 22 marca 1935 szef stawropolskiego sektora operacyjnego NKWD, od 22 marca 1935 do 16 lutego 1937 szef Zarządu NKWD Dagestańskiej ASRR, od 25 grudnia 1935 kapitan bezpieczeństwa państwowego, od 16 lutego 1937 do 29 grudnia 1938 ludowy komisarz spraw wewnętrznych Dagestańskiej ASRR, 8 lipca 1937 awansowany na majora bezpieczeństwa państwowego. Deputowany do Rady Najwyższej ZSRR 1 kadencji.
29 grudnia 1938 aresztowany, 26 września 1939 skazany na śmierć przez Wojskowe Kolegium Sądu Najwyższego ZSRR, następnie rozstrzelany.

## Odznaczenia
- Order Czerwonej Gwiazdy (19 grudnia 1937)
- Order Czerwonego Sztandaru Pracy Białoruskiej SRR (11 lipca 1932)
- Odznaka "Honorowy Funkcjonariusz Czeki/GPU (XV)" (8 kwietnia 1934)